# كرة القدم في أولمبياد 2008 - تصفيات آسيا للرجال
تصفيات آسيا لمسابقة كرة القدم المؤهلة إلى دورة الألعاب الأولمبية الصيفية 2008 أقيمت من 7 فبراير 2007 إلى 21 نوفمبر 2007. شارك أربعة وثلاثين منتخب في التصفيات من أجل التنافس على ثلاث مقاعد في النهائيات التي أقيمت في العاصمة الصينية بكين.
شهدت التصفيات تأهل منتخبات كوريا الجنوبية، اليابان، وأستراليا.

## الطريقة
تم تقسيم التصفيات إلى ثلاث مراحل.
الدور الأول
أفضل أربعة عشر منتخب في التصنيف تأهلوا إلى الدور الثاني مباشرة بينما تواجهت المنتخبات العشرين في مباراتي ذهاب وإياب الذي نتج عنه تأهل عشر فائزين إلى الدور الثاني.
الدور الثاني
المنتخبات الأربعة والعشرين تم توزيعهم على ست مجموعات حيث تضم كل منها أربع منتخبات وستلعب بطريقة الدوري الكامل. صاحبي المركزين الأول والثاني سيتأهلان إلى الدور الثالث.
الدور الثالث
تم توزيع المنتخبات الإثني عشر إلى ثلاث مجموعات تضم كل منها أربع منتخبات وتلعب بطريقة الدوري الكامل على أن يتأهل متصدر كل مجموعة إلى النهائيات.

## الدور الأول
أقيمت مباريات الذهاب في 7 فبراير بينما أقيمت مباريات الإياب في 14 فبراير 2007. الفائزون في مجموع المباراتين سيتأهلون إلى الدور الثاني.
| المنتخب 1 | مجموع المباراتين | المنتخب 2      | مباراة الإياب | مباراة الذهاب |
| --------- | ---------------- | -------------- | ------------- | ------------- |
| ميانمار   | 2–2(ر.ك.)        | الهند          | 1–1           | 1–1 (2–5ر.ك.) |
| أفغانستان | 0–2              | فيتنام         | —1            | 0–2           |
| أستراليا  | 12–0             | تايبيه الصينية | 11–0          | 1–0           |
| بنغلاديش  | 1–3              | هونغ كونغ      | 0–3           | 1–0           |
| سنغافورة  | 3–5              | باكستان        | 1–2           | 2–3           |
| أوزبكستان | 6–1              | طاجيكستان      | 4–1           | 2–0           |
| فلسطين    | 2–3              | اليمن          | 1–2           | 1–1           |
| تايلاند   | 6–1              | تركمانستان     | 1–0           | 5–1           |
| إندونيسيا | 1–0              | المالديف       | 1–0           | 0–0           |
| الأردن    | —                | قرغيزستان2     | —             | —             |

1 مباراة الذهاب بين أفغانستان وفيتنام التي كانت ستقام في هانوي ألغيت بسبب مشاكل مالية من الجانب الأفغانستاني مما أدى إلى إلغاء الرحلة إلى فيتنام بالإضافة إلى أسباب أمنية. الاتحاد الدولي لكرة القدم قرر إقامة مباراة واحدة فاصلة في 14 فبراير 2007.
2 انسحب
| هونغ كونغ                                         | 3-0     | بنغلاديش |
| ------------------------------------------------- | ------- | -------- |
| لام كا واي 24' · وو هاوبينغ 34' · تشان سيو كي 63' | التقرير |          |

| بنغلاديش  | 1-0     | هونغ كونغ |
| --------- | ------- | --------- |
| أميلي 44' | التقرير |           |

فاز منتخب هونغ كونغ 3-1 في مجموع المباراتين فتأهل إلى الدور الثاني.
| فيتنام | ألغيت | أفغانستان |
| ------ | ----- | --------- |
|        |       |           |

| أفغانستان                  | 0-2     | فيتنام |
| -------------------------- | ------- | ------ |
| فوك هييب 34' · فو فونغ 46' | التقرير |        |

فاز منتخب فيتنام 2-0 فتأهل إلى الدور الثاني.
| المالديف | 0-1     | إندونيسيا            |
| -------- | ------- | -------------------- |
|          | التقرير | جاجانغ موليانا 90+3' |

| إندونيسيا | 0-0     | المالديف |
| --------- | ------- | -------- |
|           | التقرير |          |

فاز منتخب إندونيسيا 1-0 في مجموع المباراتين فتأهل إلى الدور الثاني.
| باكستان            | 2-1     | سنغافورة |
| ------------------ | ------- | -------- |
| حسين 79' · شاه 87' | التقرير | أمري 57' |

| سنغافورة      | 2-3     | باكستان                 |
| ------------- | ------- | ----------------------- |
| أمري 31'، 39' | التقرير | شاه 65'، 76' · رسول 89' |

فاز منتخب باكستان 5-3 في مجموع المباراتين فتأهل إلى الدور الثاني.
| تايلاند     | 1-0     | تركمانستان |
| ----------- | ------- | ---------- |
| بواثونغ 78' | التقرير |            |

| تركمانستان         | 1-5     | تايلاند                                                  |
| ------------------ | ------- | -------------------------------------------------------- |
| سياوي 47' (بالخطأ) | التقرير | دانغدا 32' · وينوثاي 33'، 42' · بواثونغ 60' · وونغدي 72' |

فاز منتخب تايلند 6-1 في مجموع المباراتين فتأهل إلى الدور الثاني.
| فلسطين   | 1-2     | اليمن              |
| -------- | ------- | ------------------ |
| عبيد 12' | التقرير | ياسر 11' · عمر 74' |

| اليمن    | 1-1     | فلسطين   |
| -------- | ------- | -------- |
| ياسر 80' | التقرير | عبيد 89' |

فاز منتخب اليمن 3-2 في مجموع المباراتين فتأهل إلى الدور الثاني.
| تايوان | 0-11    | أستراليا |
| ------ | ------- | --- |
|        | التقرير | ميليغان 4' · بورنز 10' · ساركييس 45'، 63'، 84'، 89' · دجيتي 48' · توبور ستانلي 62'، 78' · كورنثويت 81' · فيدوشيتش 90' |

| أستراليا    | 1-0     | تايوان |
| ----------- | ------- | ------ |
| ميليغان 66' | التقرير |        |

فاز منتخب أستراليا 12-0 في مجموع المباراتين فتأهل إلى الدور الثاني.
| طاجيكستان   | 1-4     | أوزبكستان                                       |
| ----------- | ------- | ----------------------------------------------- |
| رابيموف 52' | التقرير | عبدولاييف 41' · إسماعيلوف 47'، 48' · أحمدوف 67' |

| أوزبكستان                            | 2-0     | طاجيكستان |
| ------------------------------------ | ------- | --------- |
| إسماعيلوف 30' · مارات بيكماييف 90+3' | التقرير |           |

فاز منتخب أوزبكستان 6-1 في مجموع المباراتين فتأهل إلى الدور الثاني.
| الهند    | 1-1     | ميانمار  |
| -------- | ------- | -------- |
| نابي 38' | التقرير | ثيها 83' |

| ميانمار   | ضد (ب.و.إ.) | الهند    |
| --------- | ----------- | -------- |
| وين 90+2' | التقرير     | سينغ 40' |

فاز منتخب الهند 5-2 بركلات الجزاء الترجيحية بعد انتهاء مجموع المباراتين بالتعادل 2-2 فتأهل إلى الدور الثاني.
| قرغيزستان | انسحاب | الأردن |
| --------- | ------ | ------ |
|           |        |        |

انسحبت قيرغيزستان فتأهل منتخب الأردن إلى الدور الثاني.

## الدور الثاني
أقيمت المباريات من 28 فبراير إلى 6 يونيو 2007. صاحب المركز الأول والثاني سيتأهلون إلى الدور الثالث.

### المجموعة الأولى
| المنتخب | لعب | فاز | تعادل | خسر | له | عليه | الفارق | النقاط |
| ------- | --- | --- | ----- | --- | -- | ---- | ------ | ------ |
| البحرين | 6   | 4   | 0     | 2   | 17 | 11   | +6     | 12     |
| قطر     | 6   | 3   | 2     | 1   | 18 | 7    | +11    | 11     |
| الكويت  | 6   | 3   | 2     | 1   | 14 | 5    | +9     | 11     |
| باكستان | 6   | 0   | 0     | 6   | 1  | 27   | −26    | 0      |

|         | البحرين                                                        | الكويت                                                         | باكستان                                                        | قطر                                                            |
| ------- | -------------------------------------------------------------- | -------------------------------------------------------------- | -------------------------------------------------------------- | -------------------------------------------------------------- |
| البحرين | –                                                              | كرة القدم في أولمبياد 2008 - تصفيات آسيا للرجال الجولة الثانية | كرة القدم في أولمبياد 2008 - تصفيات آسيا للرجال الجولة الثانية | كرة القدم في أولمبياد 2008 - تصفيات آسيا للرجال الجولة الثانية |
| الكويت  | كرة القدم في أولمبياد 2008 - تصفيات آسيا للرجال الجولة الثانية | –                                                              | كرة القدم في أولمبياد 2008 - تصفيات آسيا للرجال الجولة الثانية | كرة القدم في أولمبياد 2008 - تصفيات آسيا للرجال الجولة الثانية |
| باكستان | كرة القدم في أولمبياد 2008 - تصفيات آسيا للرجال الجولة الثانية | كرة القدم في أولمبياد 2008 - تصفيات آسيا للرجال الجولة الثانية | –                                                              | كرة القدم في أولمبياد 2008 - تصفيات آسيا للرجال الجولة الثانية |
| قطر     | كرة القدم في أولمبياد 2008 - تصفيات آسيا للرجال الجولة الثانية | كرة القدم في أولمبياد 2008 - تصفيات آسيا للرجال الجولة الثانية | كرة القدم في أولمبياد 2008 - تصفيات آسيا للرجال الجولة الثانية | –                                                              |

| باكستان | 0-8     | البحرين                                                                                      |
| ------- | ------- | -------------------------------------------------------------------------------------------- |
|         | التقرير | الدخيل 20'، 24' · عياد 33' · عبد اللطيف 42' · فتاي 54'، 89' · جون 74' · عايش 86' (ضربة جزاء) |

| الكويت                               | 2-2     | قطر                 |
| ------------------------------------ | ------- | ------------------- |
| المرزوق 70' · العنزي 82' (ضربة جزاء) | التقرير | صديق 49' · محمد 65' |

| قطر                               | 2-0     | باكستان |
| --------------------------------- | ------- | ------- |
| جاسم 75' (ضربة جزاء) · محمد 90+4' | التقرير |         |

| البحرين | 0-3     | الكويت                 |
| ------- | ------- | ---------------------- |
|         | التقرير | العنزي 12'، 79'، 90+3' |

| الكويت                                | 3-0     | باكستان |
| ------------------------------------- | ------- | ------- |
| شاهين 31' · العنزي 40' · المطوع 90+3' | التقرير |         |

| قطر                 | 2-4     | البحرين                                      |
| ------------------- | ------- | -------------------------------------------- |
| محمد 46' · صديق 64' | التقرير | عايش 4' · عبد اللطيف 11' · عمر 57' · جون 88' |

| باكستان | 0-4     | الكويت                            |
| ------- | ------- | --------------------------------- |
|         | التقرير | العنزي 35'، 58' · المطوع 53'، 71' |

| البحرين | 0-4     | قطر                                            |
| ------- | ------- | ---------------------------------------------- |
|         | التقرير | عفيف 5' · ب. محمد 45' · صديق 81' · م. محمد 83' |

| البحرين                             | 3-1     | باكستان            |
| ----------------------------------- | ------- | ------------------ |
| عبد اللطيف 40'، 55' · العجيمي 45+2' | التقرير | البري 20' (بالخطأ) |

| قطر        | 1-1 | الكويت                 |
| ---------- | --- | ---------------------- |
| يوسف 45+1' |     | المطوع 32' (ضربة جزاء) |

| الكويت                 | 1-2     | البحرين            |
| ---------------------- | ------- | ------------------ |
| العنزي 57' (ضربة جزاء) | التقرير | فتاي 24' · جون 90' |

| باكستان | 0-7     | قطر                                                                     |
| ------- | ------- | ----------------------------------------------------------------------- |
|         | التقرير | محمد 38' · أحمد 40'، 63' · عفيف 44' · محمد 45' · البلوشي 70' · جاسم 74' |

### المجموعة الثانية
| المنتخب   | لعب | فاز | تعادل | خسارة | له | عليه | الفارق | النقاط |
| --------- | --- | --- | ----- | ----- | -- | ---- | ------ | ------ |
| اليابان   | 6   | 6   | 0     | 0     | 17 | 2    | +15    | 18     |
| سوريا     | 6   | 3   | 1     | 2     | 9  | 7    | +2     | 10     |
| ماليزيا   | 6   | 1   | 1     | 4     | 4  | 9    | −5     | 4      |
| هونغ كونغ | 6   | 1   | 0     | 5     | 2  | 14   | −12    | 3      |

|           | هونغ كونغ                                                      | اليابان                                                        | ماليزيا                                                        | سوريا                                                          |
| --------- | -------------------------------------------------------------- | -------------------------------------------------------------- | -------------------------------------------------------------- | -------------------------------------------------------------- |
| هونغ كونغ | –                                                              | كرة القدم في أولمبياد 2008 - تصفيات آسيا للرجال الجولة الثانية | كرة القدم في أولمبياد 2008 - تصفيات آسيا للرجال الجولة الثانية | كرة القدم في أولمبياد 2008 - تصفيات آسيا للرجال الجولة الثانية |
| اليابان   | كرة القدم في أولمبياد 2008 - تصفيات آسيا للرجال الجولة الثانية | –                                                              | كرة القدم في أولمبياد 2008 - تصفيات آسيا للرجال الجولة الثانية | كرة القدم في أولمبياد 2008 - تصفيات آسيا للرجال الجولة الثانية |
| ماليزيا   | كرة القدم في أولمبياد 2008 - تصفيات آسيا للرجال الجولة الثانية | كرة القدم في أولمبياد 2008 - تصفيات آسيا للرجال الجولة الثانية | –                                                              | كرة القدم في أولمبياد 2008 - تصفيات آسيا للرجال الجولة الثانية |
| سوريا     | كرة القدم في أولمبياد 2008 - تصفيات آسيا للرجال الجولة الثانية | كرة القدم في أولمبياد 2008 - تصفيات آسيا للرجال الجولة الثانية | كرة القدم في أولمبياد 2008 - تصفيات آسيا للرجال الجولة الثانية | –                                                              |

| هونغ كونغ | 0-3     | اليابان                                          |
| --------- | ------- | ------------------------------------------------ |
|           | التقرير | هيراياما 11' · كاجيياما 66' · تشيكاشي ماسودا 83' |

| ماليزيا        | 1-3     | سوريا                 |
| -------------- | ------- | --------------------- |
| عبد الحميد 65' | التقرير | إبراهيم 43'، 52'، 60' |

| سوريا                | 2-0     | هونغ كونغ |
| -------------------- | ------- | --------- |
| الحاج 74' · خدوج 84' | التقرير |           |

| ماليزيا    | 1-2     | اليابان               |
| ---------- | ------- | --------------------- |
| زامبري 82' | التقرير | هيراياما 13' · لي 75' |

| ماليزيا    | 1-0     | هونغ كونغ |
| ---------- | ------- | --------- |
| زاينال 25' | التقرير |           |

| سوريا | 0-3     | اليابان                        |
| ----- | ------- | ------------------------------ |
|       | التقرير | ييناغا 16' · هيراياما 24'، 71' |

| هونغ كونغ     | 1-0     | ماليزيا |
| ------------- | ------- | ------- |
| ييب تشي هو 2' | التقرير |         |

| اليابان                | 2-0     | سوريا |
| ---------------------- | ------- | ----- |
| ميزونو 17' · هوندا 43' | التقرير |       |

| اليابان                                         | 4-0     | هونغ كونغ |
| ----------------------------------------------- | ------- | --------- |
| لي 7' · هيراياما 45+2' · هوندا 52' · ميزونو 60' | التقرير |           |

| سوريا | 0-0 | ماليزيا |
| ----- | --- | ------- |
|       |     |         |

| ماليزيا         | 1-3     | اليابان                                            |
| --------------- | ------- | -------------------------------------------------- |
| سوبرامانيان 59' | التقرير | ناغاتومو 28' · سوزوكي 33' · بانداي 52' (ضربة جزاء) |

| هونغ كونغ      | 1-4     | سوريا                                    |
| -------------- | ------- | ---------------------------------------- |
| ييب تشي هو 47' | التقرير | الحاج 10'، 67' · كيلوني 87' · حبيب 90+2' |

### المجموعة الثالثة
| المنتخب   | لعب | فاز | تعادل | خسر | له | عليه | الفارق | النقاط |
| --------- | --- | --- | ----- | --- | -- | ---- | ------ | ------ |
| فيتنام    | 6   | 4   | 0     | 2   | 8  | 5    | +3     | 12     |
| لبنان     | 5   | 4   | 0     | 1   | 6  | 4    | +2     | 12     |
| عمان      | 5   | 2   | 0     | 3   | 7  | 6    | +1     | 6      |
| إندونيسيا | 6   | 1   | 0     | 5   | 5  | 11   | −6     | 3      |

|           | إندونيسيا                                                      | لبنان                                                          | سلطنة عمان                                                     | فيتنام                                                         |
| --------- | -------------------------------------------------------------- | -------------------------------------------------------------- | -------------------------------------------------------------- | -------------------------------------------------------------- |
| إندونيسيا | –                                                              | كرة القدم في أولمبياد 2008 - تصفيات آسيا للرجال الجولة الثانية | كرة القدم في أولمبياد 2008 - تصفيات آسيا للرجال الجولة الثانية | كرة القدم في أولمبياد 2008 - تصفيات آسيا للرجال الجولة الثانية |
| لبنان     | كرة القدم في أولمبياد 2008 - تصفيات آسيا للرجال الجولة الثانية | –                                                              | كرة القدم في أولمبياد 2008 - تصفيات آسيا للرجال الجولة الثانية | كرة القدم في أولمبياد 2008 - تصفيات آسيا للرجال الجولة الثانية |
| عمان      | كرة القدم في أولمبياد 2008 - تصفيات آسيا للرجال الجولة الثانية | كرة القدم في أولمبياد 2008 - تصفيات آسيا للرجال الجولة الثانية | –                                                              | كرة القدم في أولمبياد 2008 - تصفيات آسيا للرجال الجولة الثانية |
| فيتنام    | كرة القدم في أولمبياد 2008 - تصفيات آسيا للرجال الجولة الثانية | كرة القدم في أولمبياد 2008 - تصفيات آسيا للرجال الجولة الثانية | كرة القدم في أولمبياد 2008 - تصفيات آسيا للرجال الجولة الثانية | –                                                              |

| إندونيسيا | 0-3     | عمان                                |
| --------- | ------- | ----------------------------------- |
|           | التقرير | مبارك 33' · زاهر 74' · الغيلاني 87' |

| لبنان | 0-2     | فيتنام                         |
| ----- | ------- | ------------------------------ |
|       | التقرير | كونغ فينه 34' · فوك هييب 90+2' |

| فيتنام        | 1-0     | إندونيسيا |
| ------------- | ------- | --------- |
| كونغ فينه 76' | التقرير |           |

| عمان | 0-1     | لبنان     |
| ---- | ------- | --------- |
|      | التقرير | سلامه 85' |

| لبنان                | 2-1     | إندونيسيا   |
| -------------------- | ------- | ----------- |
| معتوق 23' · أمين 62' | التقرير | موليانا 60' |

| فيتنام      | 1-3     | عمان                                  |
| ----------- | ------- | ------------------------------------- |
| تان بين 89' | التقرير | زاهر 48' · مبارك 50' · العبد سلام 84' |

| إندونيسيا   | 1-2     | لبنان         |
| ----------- | ------- | ------------- |
| سوكيبتو 83' | التقرير | العلي 4'، 38' |

| عمان | 0-2     | فيتنام                       |
| ---- | ------- | ---------------------------- |
|      | التقرير | فو فونغ 2' · مينه تشويين 31' |

| عمان     | 1-2     | إندونيسيا                |
| -------- | ------- | ------------------------ |
| حديد 68' | التقرير | سولوسا 60' · بوستومي 75' |

| فيتنام | 0-1     | لبنان    |
| ------ | ------- | -------- |
|        | التقرير | مغربي 5' |

| لبنان | ألغيت   | عمان |
| ----- | ------- | ---- |
|       | التقرير |      |

ألغيت المباراة بسبب إعصار جونو
| إندونيسيا     | 1-2     | فيتنام            |
| ------------- | ------- | ----------------- |
| جوفريانتو 89' | التقرير | فو فونغ 7'، 90+3' |

### المجموعة الرابعة
| المنتخب  | لعب | فاز | تعادل | خسر | له | عليه | الفارق | النقاط |
| -------- | --- | --- | ----- | --- | -- | ---- | ------ | ------ |
| السعودية | 6   | 5   | 0     | 1   | 11 | 6    | +5     | 15     |
| أستراليا | 6   | 3   | 2     | 1   | 11 | 4    | +7     | 11     |
| إيران    | 6   | 1   | 2     | 3   | 6  | 7    | −1     | 5      |
| الأردن   | 6   | 0   | 2     | 4   | 2  | 13   | −11    | 2      |

|          | أستراليا                                                       | إيران                                                          | الأردن                                                         | السعودية                                                       |
| -------- | -------------------------------------------------------------- | -------------------------------------------------------------- | -------------------------------------------------------------- | -------------------------------------------------------------- |
| أستراليا | –                                                              | كرة القدم في أولمبياد 2008 - تصفيات آسيا للرجال الجولة الثانية | كرة القدم في أولمبياد 2008 - تصفيات آسيا للرجال الجولة الثانية | كرة القدم في أولمبياد 2008 - تصفيات آسيا للرجال الجولة الثانية |
| إيران    | كرة القدم في أولمبياد 2008 - تصفيات آسيا للرجال الجولة الثانية | –                                                              | كرة القدم في أولمبياد 2008 - تصفيات آسيا للرجال الجولة الثانية | كرة القدم في أولمبياد 2008 - تصفيات آسيا للرجال الجولة الثانية |
| الأردن   | كرة القدم في أولمبياد 2008 - تصفيات آسيا للرجال الجولة الثانية | كرة القدم في أولمبياد 2008 - تصفيات آسيا للرجال الجولة الثانية | –                                                              | كرة القدم في أولمبياد 2008 - تصفيات آسيا للرجال الجولة الثانية |
| السعودية | كرة القدم في أولمبياد 2008 - تصفيات آسيا للرجال الجولة الثانية | كرة القدم في أولمبياد 2008 - تصفيات آسيا للرجال الجولة الثانية | كرة القدم في أولمبياد 2008 - تصفيات آسيا للرجال الجولة الثانية | –                                                              |

| أستراليا | 0-0     | إيران |
| -------- | ------- | ----- |
|          | التقرير |       |

| السعودية    | 1-0     | الأردن |
| ----------- | ------- | ------ |
| الغوينم 27' | التقرير |        |

| الأردن         | 1-1     | أستراليا             |
| -------------- | ------- | -------------------- |
| عبد الحليم 86' | التقرير | كريستيان ساركييس 58' |

| إيران | 0-1     | السعودية   |
| ----- | ------- | ---------- |
|       | التقرير | السالم 83' |

| السعودية | 0-2     | أستراليا                         |
| -------- | ------- | -------------------------------- |
|          | التقرير | توبور ستانلي 73' · ساركييس 90+3' |

| الأردن | 0-0     | إيران |
| ------ | ------- | ----- |
|        | التقرير |       |

| أستراليا    | 1-2     | السعودية                            |
| ----------- | ------- | ----------------------------------- |
| بريدج 45+2' | التقرير | البيشي 60' (ضربة جزاء) · السالم 67' |

| إيران                              | 3-0     | الأردن |
| ---------------------------------- | ------- | ------ |
| كعبي 37' · أمراعي 81' · أولادي 86' | التقرير |        |

| إيران     | 1-3     | أستراليا                                      |
| --------- | ------- | --------------------------------------------- |
| أمراعي 4' | التقرير | داونز 3' · بريدج 42' (ضربة جزاء) · ترويسي 52' |

| الأردن     | 1-4     | السعودية                                    |
| ---------- | ------- | ------------------------------------------- |
| السباح 60' | التقرير | البيشي 14' · السهلاوي 37'، 55' · السالم 43' |

| السعودية                              | 3-2     | إيران                      |
| ------------------------------------- | ------- | -------------------------- |
| الهوساوي 26' · هزازي 72' · الغنام 84' | التقرير | كولاهكاج 74' · غودارزي 75' |

| أستراليا                                     | 4-0     | الأردن |
| -------------------------------------------- | ------- | ------ |
| ويليامز 54'، 73' · وارد 66' · فيدوشيتش 90+2' | التقرير |        |

### المجموعة الخامسة
| المنتخب        | لعب | فاز | تعادل | خسارة | له | عليه | الفارق | النقاط |
| -------------- | --- | --- | ----- | ----- | -- | ---- | ------ | ------ |
| العراق         | 6   | 3   | 3     | 0     | 9  | 4    | +5     | 12     |
| كوريا الشمالية | 6   | 3   | 3     | 0     | 7  | 3    | +4     | 11     |
| تايلاند        | 6   | 1   | 2     | 3     | 3  | 6    | −3     | 5      |
| الهند          | 6   | 1   | 1     | 4     | 5  | 10   | −5     | 4      |

|                | الهند                                                          | العراق                                                         | كوريا الشمالية                                                 | تايلاند                                                        |
| -------------- | -------------------------------------------------------------- | -------------------------------------------------------------- | -------------------------------------------------------------- | -------------------------------------------------------------- |
| الهند          | –                                                              | كرة القدم في أولمبياد 2008 - تصفيات آسيا للرجال الجولة الثانية | كرة القدم في أولمبياد 2008 - تصفيات آسيا للرجال الجولة الثانية | كرة القدم في أولمبياد 2008 - تصفيات آسيا للرجال الجولة الثانية |
| العراق         | كرة القدم في أولمبياد 2008 - تصفيات آسيا للرجال الجولة الثانية | –                                                              | كرة القدم في أولمبياد 2008 - تصفيات آسيا للرجال الجولة الثانية | كرة القدم في أولمبياد 2008 - تصفيات آسيا للرجال الجولة الثانية |
| كوريا الشمالية | كرة القدم في أولمبياد 2008 - تصفيات آسيا للرجال الجولة الثانية | كرة القدم في أولمبياد 2008 - تصفيات آسيا للرجال الجولة الثانية | –                                                              | كرة القدم في أولمبياد 2008 - تصفيات آسيا للرجال الجولة الثانية |
| تايلاند        | كرة القدم في أولمبياد 2008 - تصفيات آسيا للرجال الجولة الثانية | كرة القدم في أولمبياد 2008 - تصفيات آسيا للرجال الجولة الثانية | كرة القدم في أولمبياد 2008 - تصفيات آسيا للرجال الجولة الثانية | –                                                              |

ملاحظة: مباريات العراق أقيمت في الأردن.
| الهند | 0-3     | العراق                                |
| ----- | ------- | ------------------------------------- |
|       | التقرير | كريم 51' · عبد الزهرة 56' · عبودي 70' |

| كوريا الشمالية   | 1-0     | تايلاند |
| ---------------- | ------- | ------- |
| أن تشول هيوك 21' | التقرير |         |

| تايلاند    | 1-0     | الهند |
| ---------- | ------- | ----- |
| وينوثاي 9' | التقرير |       |

الهند فاز على تايلند 3–0. تم منح نتيجة الفوز للهند نتيجة اشراك تايلند لاعب موقوف في المباراة.
| العراق                     | 2-2     | كوريا الشمالية                        |
| -------------------------- | ------- | ------------------------------------- |
| عبد الزهرة 32' · رحيمه 90' | التقرير | أن تشول هيوك 44' · كيم كوانغ هيوك 69' |

| كوريا الشمالية                      | 2-0     | الهند |
| ----------------------------------- | ------- | ----- |
| باك نام تشول 58' · جونغ سو هيوك 78' | التقرير |       |

| تايلاند     | 1-1     | العراق   |
| ----------- | ------- | -------- |
| وينوثاي 49' | التقرير | سعيد 22' |

| الهند      | 1-2     | كوريا الشمالية        |
| ---------- | ------- | --------------------- |
| لاماري 66' | التقرير | أن تشول هيوك 16'، 21' |

| العراق     | 1-0     | تايلاند |
| ---------- | ------- | ------- |
| جاسم 90+2' | التقرير |         |

| العراق   | 1-1     | الهند   |
| -------- | ------- | ------- |
| جاسم 54' | التقرير | شيخ 72' |

| تايلاند | 0-0     | كوريا الشمالية |
| ------- | ------- | -------------- |
|         | التقرير |                |

| كوريا الشمالية | 0-1     | العراق   |
| -------------- | ------- | -------- |
|                | التقرير | جاسم 63' |

| الهند | 0-2     | تايلاند                         |
| ----- | ------- | ------------------------------- |
|       | التقرير | سونتورنبانافيج 27' · دانغدا 90' |

### المجموعة السادسة
| المنتخب                  | لعب | فاز | تعادل | خسر | له | عليه | الفارق | النقاط |
| ------------------------ | --- | --- | ----- | --- | -- | ---- | ------ | ------ |
| كوريا الجنوبية           | 6   | 5   | 0     | 1   | 10 | 3    | +7     | 15     |
| أوزبكستان                | 6   | 4   | 0     | 2   | 8  | 4    | +4     | 12     |
| الإمارات العربية المتحدة | 6   | 2   | 0     | 4   | 7  | 11   | −4     | 6      |
| اليمن                    | 6   | 1   | 0     | 5   | 2  | 9    | −7     | 3      |

|                          | كوريا الجنوبية                                                 | الإمارات العربية المتحدة                                       | أوزبكستان                                                      | اليمن                                                          |
| ------------------------ | -------------------------------------------------------------- | -------------------------------------------------------------- | -------------------------------------------------------------- | -------------------------------------------------------------- |
| كوريا الجنوبية           | –                                                              | كرة القدم في أولمبياد 2008 - تصفيات آسيا للرجال الجولة الثانية | كرة القدم في أولمبياد 2008 - تصفيات آسيا للرجال الجولة الثانية | كرة القدم في أولمبياد 2008 - تصفيات آسيا للرجال الجولة الثانية |
| الإمارات العربية المتحدة | كرة القدم في أولمبياد 2008 - تصفيات آسيا للرجال الجولة الثانية | –                                                              | كرة القدم في أولمبياد 2008 - تصفيات آسيا للرجال الجولة الثانية | كرة القدم في أولمبياد 2008 - تصفيات آسيا للرجال الجولة الثانية |
| أوزبكستان                | كرة القدم في أولمبياد 2008 - تصفيات آسيا للرجال الجولة الثانية | كرة القدم في أولمبياد 2008 - تصفيات آسيا للرجال الجولة الثانية | –                                                              | كرة القدم في أولمبياد 2008 - تصفيات آسيا للرجال الجولة الثانية |
| اليمن                    | كرة القدم في أولمبياد 2008 - تصفيات آسيا للرجال الجولة الثانية | كرة القدم في أولمبياد 2008 - تصفيات آسيا للرجال الجولة الثانية | كرة القدم في أولمبياد 2008 - تصفيات آسيا للرجال الجولة الثانية | –                                                              |

| اليمن | 0-1     | كوريا الجنوبية     |
| ----- | ------- | ------------------ |
|       | التقرير | يانغ دونغ هيون 63' |

| الإمارات العربية المتحدة | 1-2     | أوزبكستان                   |
| ------------------------ | ------- | --------------------------- |
| خميس 38'                 | التقرير | كوزيبويف 16' · بيكماييف 42' |

| أوزبكستان  | 1-0     | اليمن |
| ---------- | ------- | ----- |
| حيدروف 46' | التقرير |       |

| كوريا الجنوبية                           | 3-1     | الإمارات العربية المتحدة |
| ---------------------------------------- | ------- | ------------------------ |
| هان دونغ وون 22'، 80' · لي سونغ هيون 36' | التقرير | المرزوقي 50'             |

| الإمارات العربية المتحدة | 2-1     | اليمن    |
| ------------------------ | ------- | -------- |
| خميس 73' · الشحي 90+2'   | التقرير | فريد 82' |

| أوزبكستان | 0-2     | كوريا الجنوبية        |
| --------- | ------- | --------------------- |
|           | التقرير | هان دونغ وون 34'، 85' |

| اليمن | 0-2     | الإمارات العربية المتحدة      |
| ----- | ------- | ----------------------------- |
|       | التقرير | فريد 48' (بالخطأ) · مبارك 55' |

| كوريا الجنوبية  | 1-0     | أوزبكستان |
| --------------- | ------- | --------- |
| بايك جي هون 75' | التقرير |           |

| كوريا الجنوبية | 0-1     | اليمن   |
| -------------- | ------- | ------- |
|                | التقرير | محمد 4' |

| أوزبكستان                 | 2-0     | الإمارات العربية المتحدة |
| ------------------------- | ------- | ------------------------ |
| سالوموف 37' · توجيييف 49' | التقرير |                          |

| الإمارات العربية المتحدة | 1-3     | كوريا الجنوبية                         |
| ------------------------ | ------- | -------------------------------------- |
| الجنيبي 72'              | التقرير | لي كيون هو 33'، 49' · كيم تشانغ سو 82' |

| اليمن | 0-3     | أوزبكستان                                 |
| ----- | ------- | ----------------------------------------- |
|       | التقرير | إبراهيموف 56' · حيدروف 64' · عمرزاكوف 81' |

## الدور الثالث
المرحلة النهائية لعبت من خلال ثلاث مجموعات تضم كل منها أربع منتخبات من 22 أغسطس إلى 21 نوفمبر 2007. أصحاب المركز الأول من كل مجموعة سيمثلون قارة آسيا في أولمبياد 2008 التي تستضيفها الصين. أجريت القرعة في 13 يونيو.

### المجموعة الأولى
| المنتخب        | النقاط | لعب | فاز | تعادل | خسر | له | عليه | الفارق |
| -------------- | ------ | --- | --- | ----- | --- | -- | ---- | ------ |
| أستراليا       | 12     | 6   | 3   | 3     | 0   | 7  | 1    | +6     |
| العراق         | 11     | 6   | 3   | 2     | 1   | 12 | 4    | +8     |
| كوريا الشمالية | 5      | 6   | 1   | 2     | 3   | 3  | 6    | −3     |
| لبنان          | 4      | 6   | 1   | 1     | 4   | 4  | 15   | −11    |

ملاحظة: مباريات العراق أقيمت في قطر.
| أستراليا | 0-0     | العراق |
| -------- | ------- | ------ |
|          | التقرير |        |

| لبنان     | 1-0     | كوريا الشمالية |
| --------- | ------- | -------------- |
| يعقوب 12' | التقرير |                |

| كوريا الشمالية | 0-1     | أستراليا    |
| -------------- | ------- | ----------- |
|                | التقرير | ميليغان 49' |

| العراق                                               | 5-0     | لبنان |
| ---------------------------------------------------- | ------- | ----- |
| سعيد 22' · عبد الزهرة 59'، 89' · عباس 72' · جاسم 76' | التقرير |       |

| لبنان | 0-3     | أستراليا                            |
| ----- | ------- | ----------------------------------- |
|       | التقرير | وارد 6' · بريدج 24' · ويليامز 90+3' |

| كوريا الشمالية | 0-2     | العراق                       |
| -------------- | ------- | ---------------------------- |
|                | التقرير | إبراهيم 21' · عبد الزهرة 69' |

| أستراليا | 0-0     | لبنان |
| -------- | ------- | ----- |
|          | التقرير |       |

| العراق | 0-0     | كوريا الشمالية |
| ------ | ------- | -------------- |
|        | التقرير |                |

| العراق | 0-2     | أستراليا               |
| ------ | ------- | ---------------------- |
|        | التقرير | ليير 19' · ميليغان 58' |

| كوريا الشمالية                       | 2-1     | لبنان                |
| ------------------------------------ | ------- | -------------------- |
| كيم كيونغ إل 45+1' · كيم كوك جين 70' | التقرير | سلامه 5' (ضربة جزاء) |

| لبنان                                          | 2-5     | العراق                                        |
| ---------------------------------------------- | ------- | --------------------------------------------- |
| معتوق 59' (ضربة جزاء) · السعدي 72' (ضربة جزاء) | التقرير | عبد الزهرة 8'، 23'، 81' · كريم 30' · سعيد 37' |

| أستراليا | 1-1     | كوريا الشمالية   |
| -------- | ------- | ---------------- |
| ليير 70' | التقرير | باك تشول مين 10' |

### المجموعة الثانية
| المنتخب        | النقاط | لعب | فاز | تعادل | خسر | له | عليه | الفارق |
| -------------- | ------ | --- | --- | ----- | --- | -- | ---- | ------ |
| كوريا الجنوبية | 12     | 6   | 3   | 3     | 0   | 4  | 1    | +3     |
| البحرين        | 11     | 6   | 3   | 2     | 1   | 7  | 4    | +3     |
| سوريا          | 4      | 6   | 0   | 4     | 2   | 5  | 7    | −2     |
| أوزبكستان      | 3      | 6   | 0   | 3     | 3   | 5  | 9    | −4     |

| أوزبكستان                | 1-2     | كوريا الجنوبية                  |
| ------------------------ | ------- | ------------------------------- |
| كيم جين كيو 24' (بالخطأ) | التقرير | لي سانغ هو 49' · لي كيون هو 79' |

| البحرين        | 2-1     | سوريا      |
| -------------- | ------- | ---------- |
| جون 45'، 90+2' | التقرير | الحسين 37' |

| سوريا | 0-0     | أوزبكستان |
| ----- | ------- | --------- |
|       | التقرير |           |

| كوريا الجنوبية   | 1-0     | البحرين |
| ---------------- | ------- | ------- |
| كانغ مين سوو 64' | التقرير |         |

| البحرين                | 2-1     | أوزبكستان     |
| ---------------------- | ------- | ------------- |
| عمر 29' · البنكي 90+2' | التقرير | عبدولاييف 86' |

| سوريا | 0-1     | كوريا الجنوبية     |
| ----- | ------- | ------------------ |
|       | التقرير | كيم سيونغ يونغ 10' |

| أوزبكستان | 0-2     | البحرين           |
| --------- | ------- | ----------------- |
|           | التقرير | جون 45' · عمر 55' |

| كوريا الجنوبية | 0-0     | سوريا |
| -------------- | ------- | ----- |
|                | التقرير |       |

| كوريا الجنوبية | 0-0     | أوزبكستان |
| -------------- | ------- | --------- |
|                | التقرير |           |

| سوريا     | 1-1     | البحرين  |
| --------- | ------- | -------- |
| الحاج 42' | التقرير | عايش 63' |

| البحرين | 0-0     | كوريا الجنوبية |
| ------- | ------- | -------------- |
|         | التقرير |                |

| أوزبكستان                                   | 3-3     | سوريا                               |
| ------------------------------------------- | ------- | ----------------------------------- |
| توجيييف 61' (ضربة جزاء) · غاليولين 63'، 66' | التقرير | الحاج 42' · طراب 44' · دالي حسن 86' |

### المجموعة الثالثة
| المنتخب  | النقاط | لعب | فاز | تعادل | خسر | له | عليه | الفارق |
| -------- | ------ | --- | --- | ----- | --- | -- | ---- | ------ |
| اليابان  | 11     | 6   | 3   | 2     | 1   | 7  | 2    | +5     |
| قطر      | 10     | 6   | 3   | 1     | 2   | 8  | 6    | +2     |
| السعودية | 9      | 6   | 2   | 3     | 1   | 5  | 3    | +2     |
| فيتنام   | 2      | 6   | 0   | 2     | 4   | 3  | 12   | −9     |

| فيتنام | 0-1     | اليابان      |
| ------ | ------- | ------------ |
|        | التقرير | أوياما 45+1' |

| السعودية | 0-1     | قطر       |
| -------- | ------- | --------- |
|          | التقرير | الحمد 71' |

| قطر         | 1-1     | فيتنام      |
| ----------- | ------- | ----------- |
| اليزيدي 11' | التقرير | فو فونغ 13' |

| اليابان | 0-0     | السعودية |
| ------- | ------- | -------- |
|         | التقرير |          |

| السعودية  | 1-1     | فيتنام           |
| --------- | ------- | ---------------- |
| هزازي 80' | التقرير | لي كونغ فينه 65' |

| قطر | 0-1     | اليابان     |
| --- | ------- | ----------- |
|     | التقرير | كاجيياما 6' |

| فيتنام | 0-2     | السعودية                                  |
| ------ | ------- | ----------------------------------------- |
|        | التقرير | السالم 64' (ضربة جزاء)، 90+3' (ضربة جزاء) |

| اليابان    | 1-2     | قطر                                  |
| ---------- | ------- | ------------------------------------ |
| أوياما 43' | التقرير | الحيدوس 77' · صديق 90+3' (ضربة جزاء) |

| اليابان                                          | 4-0     | فيتنام |
| ------------------------------------------------ | ------- | ------ |
| لي 9'، 25' · هوندا 40' (ضربة جزاء) · هوسوغاي 87' | التقرير |        |

| قطر      | 1-2     | السعودية                            |
| -------- | ------- | ----------------------------------- |
| محمد 69' | التقرير | البيشي 76' (ضربة جزاء) · الغنام 88' |

| السعودية | 0-0     | اليابان |
| -------- | ------- | ------- |
|          | التقرير |         |

| فيتنام           | 1-3     | قطر                         |
| ---------------- | ------- | --------------------------- |
| لي كونغ فينه 80' | التقرير | جاسم 22'، 52' · الحيدوس 31' |

## وصلات خارجية
- الموقع الرسمي